# استفانی برونر
استفانی برونر (انگلیسی: Stephanie Brunner؛ زادهٔ ۲۰ فوریهٔ ۱۹۹۴) اسکی‌باز آلپاین اهل اتریش است.